# Aleksander Rothert
Aleksander Rothert (ur. 13 sierpnia 1870 w Pilicy, zm. 4 marca 1937) – polski inżynier mechanik i elektryk.

## Życiorys
Był synem Gustawa Adolfa i Anieli ze Strońskich. Ukończył szkołę średnią w Rydze w 1888, Wydział Mechaniczny Politechniki tamże w 1893. Był filistrem Korporacji Akademickiej Welecja. Następnie uzyskał dyplom inżyniera elektryka na politechnice w Darmstadt (1894).
W latach 1894–1904 pracował w szeregu przedsiębiorstw elektrycznych we Frankfurcie nad Menem, Nancy, Leodium, Moskwie, Alloa (Szkocja) oraz w 1908 w USA. Od 1908 profesor elektrotechniki konstruktywnej Politechniki Lwowskiej. Od 1915 dyrektor fabryk w Petersburgu, Charkowie, Łodzi i Warszawie. Wykładał naukę organizacji na Wyższym Studium Handlowym w Krakowie i od 1929 r. w Szkole Głównej Handlowej. Członek Elekrotechnisches Verein w Berlinie. Doktor honoris causa nauk technicznych Politechniki Warszawskiej od 1924 r..
Pochowany na cmentarzu ewangelicko-augsburskim przy ulicy Młynarskiej (aleja 5, grób 4).
Opublikował m.in.:
- Beitrag zu Theorie der asynchronen Drehfeldmotoren (1895)
- Praktische Vorausbestimmung der Drehstrommotorendiagramme (1898)
- Sollen Dynamos als Schwungraede dienen? (1901)
- Moderne Motorenfabrikationen (1908)
- Der moderne Geist in der Maschinenfabrik (1909)
- A new type of direct current machine (1922)
- Kalkulacja kosztów własnych w przemyśle (1922)
- Nowy system oceny systemów płac (1932),

a także liczne artykuły ogłoszone w czasopismach fachowych.